# Гаја (Долж)
Гаја (рум. Gaia) насеље је у Румунији у округу Долж у општини Мургаши. Oпштина се налази на надморској висини од 179 m.

## Становништво
Према подацима из 2002. године у насељу је живело 400 становника, од којих су сви румунске националности.